# Jan Petralifas
Jan Petralifas (grecki: Ἰωάννης Πετραλίφας) był bizantyjskim arystokratą oraz gubernatorem Macedonii i Tesalii z tytułem sebastokratora. Żył i działał na przełomie XII i XIII wieku. Daty narodzin i śmierci nie są znane.

## Życie
Jan pochodził z rodu Petralifasów, zapoczątkowanego przez normańskiego rycerza który w XI wieku przeszedł na służbę bizantyjską. Według źródeł Jan pojął za żonę Helenę, pochodzącą z bardzo szlachetnego, konstantynopolitańskiego rodu. Uzyskał wówczas godność sebastokratora a cesarz Izaak II Angelos oddał mu w zarząd Tesalię i Macedonię. W 1195 roku wystąpił przeciwko swojemu dobroczyńcy, biorąc udział w spisku który zakończył się detronizacją Izaaka i osadzeniem na tronie Aleksego III Angelosa. W 1204 roku, po upadku Konstantynopola i łacińskim podboju części ziem cesarstwa Piotr poparł Teodora Angelosa Dukasa Komnena, który zdobył władzę w Epirze. Teodor był bowiem mężem Marii, siostry Piotra.  Jan brał udział w walkach przeciwko łacinnikom w których Epiroci odnosili pewne sukcesy. Prawdopodobnie zmarł między 1224 a 1230 rokiem. Bywa identyfikowany z Janem Petralifasem, noszącym tytuł megas chartoularios, który służył cesarzowi rezydującemu w Nicei. Wydaje się jednak że były to dwie zupełnie inne osoby.  
Wiadomo iż Jan miał kilku potomków ale źródła z imienia wymieniają zaledwie trójkę:- Teodora, męża córki Demetriusza Tornikesa, jednego z dostojników na dworze nicejskim; - Teodorę, kanonizowaną później jako świętą kościoła greckiego; - Marię, która wyszła za jednego z Sfrantzesów, później być może wyszła za mąż za Aleksego Sława. 